# Cofradía de la Oración en el Huerto (Segovia)
La Cofradía de la Virgen del Rosario, San Lorenzo y paso "La Oración en el Huerto", también llamada "Cofradía de la Oración en el Huerto" o "Cofradía de San Lorenzo" es una cofradía católica de Segovia, Castilla y León, España. Tiene su sede canónica  en la iglesia de San Lorenzo.
La cofradía  sale en procesión durante el Jueves Santo, al subir el paso hasta la Catedral de Segovia; y durante la Procesión de los Pasos, el Viernes Santo. La imagen titular de la cofradía es La Oración en el Huerto,  de Josep Rius

## Historia
La Cofradía de la Oración en el Huerto fue fundada en 1907, año en el que participó en la Procesión de los Pasos. La imagen no participó en las procesiones de la Semana Santa de 1928, ni en las Semanas Santas de los primeros años de la Segunda República. En 1935, se recuperó la Semana Santa de Segovia y el paso fue acompañado por varias asociaciones juveniles católicas de varones.
Al acabar la Guerra Civil, las procesiones de Semana Santa se reanudaron en 1939. Tras la creación del Sindicato Vertical en 1940, la procesión salió el Jueves Santo de 1947 acompañada de la Cofradía gremial de San Isidro Labrador, la Hermandad de labradores y ganaderos, el Sindicado de ganadería y productos hortícolas; y la Cofradía Gremial de San Antonio Abad. Una década después se sumarian la Unión de Cooperativas del Campo, la Cofradía del Santo Ángel de la Guarda, la Cofradía del Santísimo Cristo del Mercado y la Cámara Sindical Agraria.
La imagen fue oficialmente cedida a la Parroquia de San Lorenzo en 1978 por el Cabildo. En 2007, con motivo de la procesión del centenario de la Procesión de los Pasos, el paso titular fue restaurado extensivamente. En abril de 2023, la cofradía solicita la cesión del paso Ecce Homo al cabildo catedral, el cual aprueba la solicitud y la cofradía encarga la construcción de una nueva carroza. El 11 de noviembre de 2023, el cabildo revoca la solicitud y deniega a la cofradía el permiso para procesionar con la imagen, alegando que la imagen no se encuentra en un estado adecuado para su procesión.

## Pasos

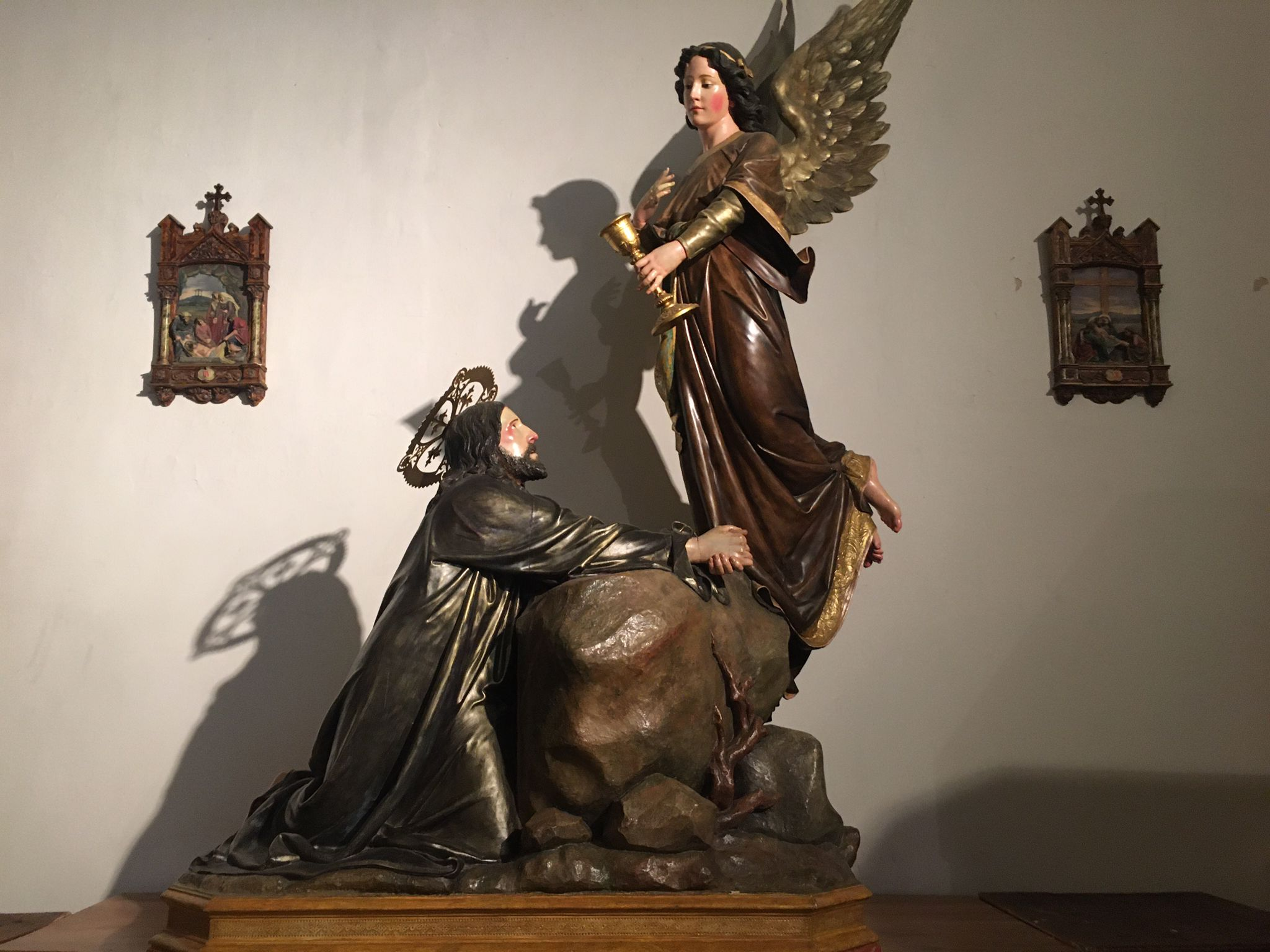
Imagen en su sede canónica.

La imagen es obra de Josep Rius, de la escuela catalana. Fue traída a Segovia en 1907, con el obispo D. Julián Miranda. La imagen representa a Jesús arrodillado sobre unos peñascos con los brazos en posición de oración, apoyados en la piedra; y a un ángel que se encuentra apoyado en la parte más alta de los peñascos. Su mano derecha se apoya sobre su pecho, esta mano antes sostenía una cruz, pero fue retirada durante restauraciones posteriores; mientras que su mano izquierda porta la copa de la amargura, haciendo gesto de entregársela a Jesús.
La obra no es realmente una escultura sino más bien un revestimiento, esto no tiene por qué restarle belleza o valor a la obra.

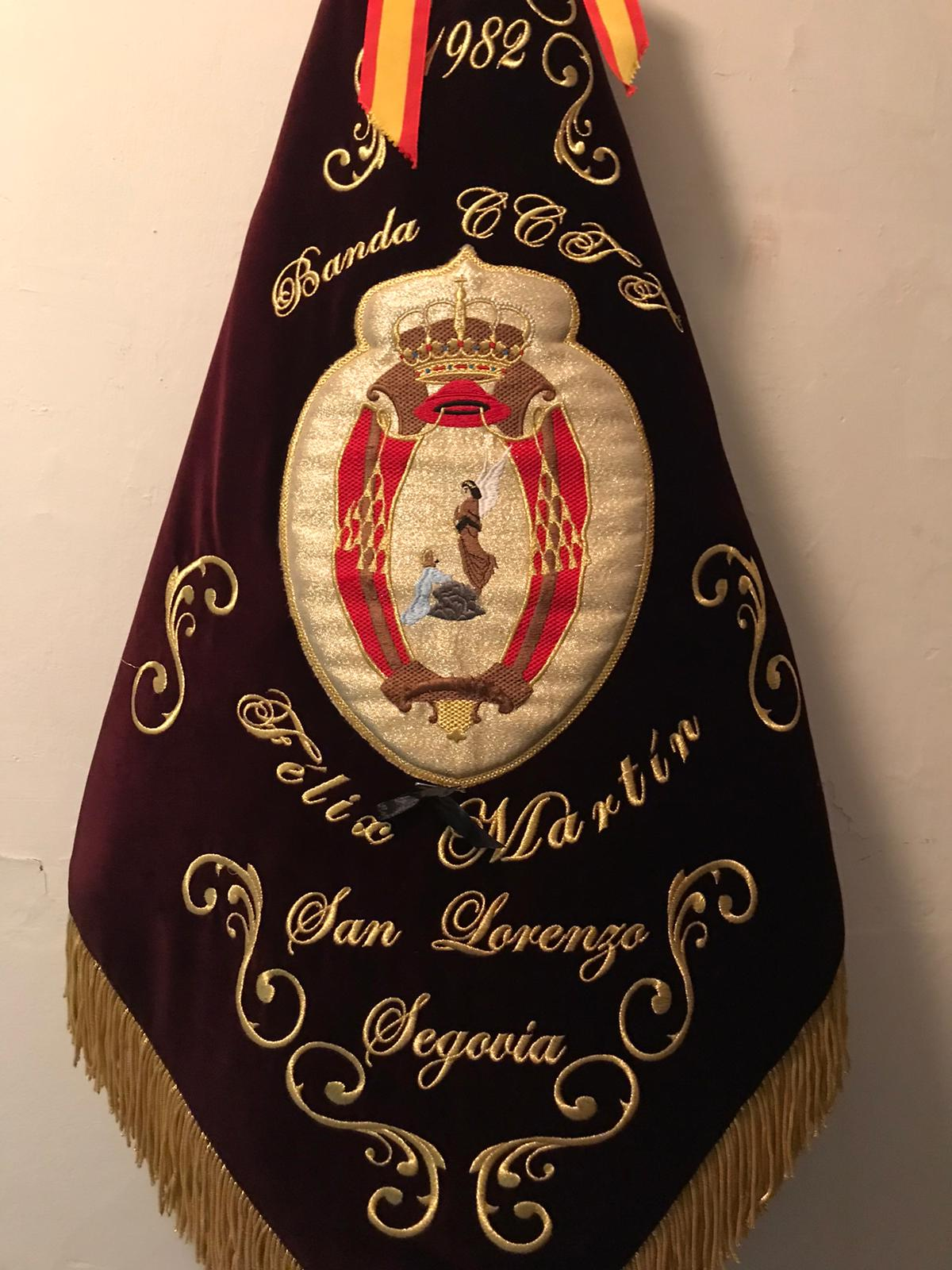
Estandarte de la Banda de cornetas y tambores Felix Martín que acompaña a la Cofradía de la Oración en el Huerto de Segovia

## Hábito

### Nazarenos y escoltas del paso
Los hermanos que escoltan el paso van ataviados con capa parda castellana y portando un farol. El resto de cofrades utilizan un hábito y caperuz blancos, junto con capa y cinturón verdes, los nazarenos van en fila y portan faroles unidos por una cuerda para evitar que los viandantes atraviesen la procesión.

### Músicos
Los miembros de la banda desfilan con hábito de terciopelo rojo burdeos y con detalles en blanco; capucha del mismo color con el escudo de la cofradía bordado y cíngulo blanco.

## Acompañamiento
La procesión es acompañada por la Banda de cornetas y tambores Félix Martín, esta fue fundada en el año 1982 con solo 5 tambores, la Banda pertenece a la Cofradía. Su estilo musical tiene raíces castellanas pero toca igualmente temas con influencias andaluzas, incluyendo dos marchas de composición propia para la cofradía: "Pasión de un barrio" obra de Francisco Daniel Cabello y "La Oración" de Enrique Garfia Moreno, presentada en el concierto conmemorativo de los 40 años de la Banda en 2022. 
Su uniforme de gala consta de pantalones negros con bandas azules en los laterales, chaqueta cruzada negra con puños y cuello azules junto con cinturón blanco. 